# San Calogero (település)
San Calogeroközség (comune) Olaszország Calabria régiójában, Vibo Valentia megyében.

## Fekvése
A megye délnyugati részén fekszik. Határai: Candidoni, Filandari, Limbadi, Mileto és Rombiolo.

## Története
A települést valószínűleg a 9. században a szaracén portyázások elől menekülő baziliánus szerzetesek alapították. Középkori épületeinek nagy része az 1783-as calabriai földrengésben elpusztult. A 19. század elején vált önálló községgé, amikor a Nápolyi Királyságban felszámolták a feudalizmust.

## Népessége
A népesség számának alakulása

## Főbb látnivalói
- Madonna dell’Immacolata-templom